# Ofrosimov
Ofrosimov je priimek več oseb:
- Jurij Viktorovič Ofrosimov, ruski pesnik
- Peter Nikolajevič Ofrosimov, sovjetski general